# Cratere Rodin
Rodin  è un cratere sulla superficie di Mercurio.